# Hebung (Uhr)

Grahamhemmung in einer Räderuhr
Ankerrad im Uhrzeigersinn vom Räderwerk angetrieben

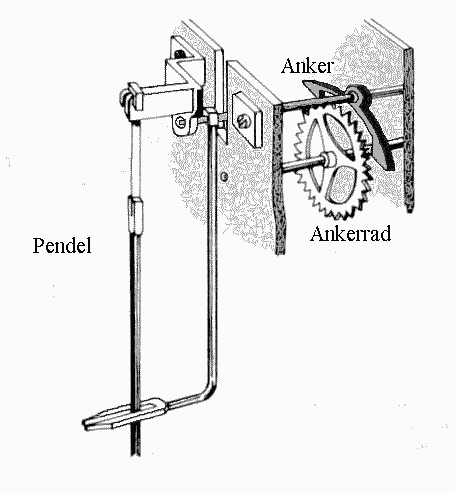
Pendeluhr: Verbindung zwischen Pendel und Anker mit Zwischenstück

Mit Hilfe der sogenannten Hebung wird den Schwingern (also Gangreglern wie Pendel oder Unruh) einer Räderuhr mechanische Energie übergeben und damit ihr Stehenbleiben vermieden.
Jeder Schwinger verliert Energie bereits durch Reibung im Lager und gegen die Umgebungsluft. In einer Räderuhr hat der Schwinger periodischen Kontakt mit dem Räderwerk, um dessen Ablauf zu steuern. Es erfolgt die Hemmung, wodurch weiterer Reibungsverlust entsteht. In umgekehrter Wirk-Richtung erteilt das mit einem Antrieb versehene Räderwerk dem Schwinger am Ende eines jeden Kontakts einen kleinen Stoß, wodurch der gesamte Reibungsverlust kompensiert wird.
Die Hebung erfolgt typischerweise zwischen Hemmungsrad (Gangrad, Steigrad oder Ankerrad) und Hemmstück (Anker oder Ruhestück) (siehe Abbildung, links). Die Spitzen der Anker-Paletten sind stumpfe Keile. Jede Palette erfährt beim Ausschwenken von der Hemmungsrad-Zahnspitze ein „Nachschieben“. Die Spitze fährt über die Keilfläche und „hebt“ dabei den Ankerarm. Andererseits wird das Ausschlagen des mit dem Anker verbundenen Pendels (siehe Abbildung, rechts) unterstützt, es wird ebenfalls „gehoben“. 
Bei der 1976 von George Daniels entwickelten Co-Axial-Hemmung ist die Hebung räumlich von der Hemmung getrennt, sodass sie trotz Schmierungsfreiheit weniger Reibung und Verschleiß aufweist.